# 达内尔·卡斯特罗
达内尔·卡斯特罗（西班牙語：Danel Castro，1976年7月2日—），生于拉斯图纳斯，古巴棒球运动员。他曾代表古巴国家队参加2000年夏季奥林匹克运动会棒球比赛，获得一枚银牌。